# بيلبرا (أستراليا)
بيلبرا (Pilbara) هي منطقة كبيرة تقع في شمال ولاية غرب أستراليا, عدد سكانها قليل وتعتبر منطقة جافة. هذه المنطقة مشهورة بوجود عدد من المعادن فيها، وخاصة الحديد. كما و تشتهر بوجود النفط والغاز الطبيعي، مما يجعل لها أهمية اقتصادية كبيرة في ولاية غرب أستراليا.
حسب إحصائيات عام 2010م ,عدد سكانها يُقدر بـ 48,610 نسمة. منطقة بيلبرا تُغطي مساحة قدرها 502,000 كم مربع.

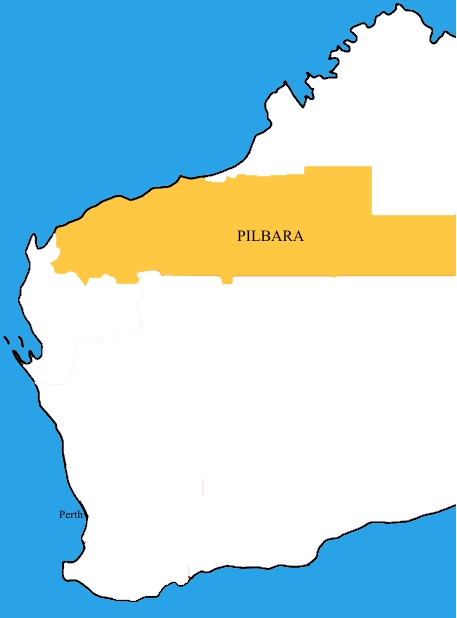
منطقة بيلبرا

## المناخ
يظهر الجدول التالي التغييرات المناخية على مدار السنة لبيلبرا:
| البيانات المناخية لـبيلبرا        | البيانات المناخية لـبيلبرا | البيانات المناخية لـبيلبرا | البيانات المناخية لـبيلبرا | البيانات المناخية لـبيلبرا | البيانات المناخية لـبيلبرا | البيانات المناخية لـبيلبرا | البيانات المناخية لـبيلبرا | البيانات المناخية لـبيلبرا | البيانات المناخية لـبيلبرا | البيانات المناخية لـبيلبرا | البيانات المناخية لـبيلبرا | البيانات المناخية لـبيلبرا | البيانات المناخية لـبيلبرا |
| الشهر                             | يناير                      | فبراير                     | مارس                       | أبريل                      | مايو                       | يونيو                      | يوليو                      | أغسطس                      | سبتمبر                     | أكتوبر                     | نوفمبر                     | ديسمبر                     | المعدل السنوي              |
| --------------------------------- | -------------------------- | -------------------------- | -------------------------- | -------------------------- | -------------------------- | -------------------------- | -------------------------- | -------------------------- | -------------------------- | -------------------------- | -------------------------- | -------------------------- | -------------------------- |
| الدرجة القصوى °م (°ف)             | 49.0 (120.2)               | 48.2 (118.8)               | 45.9 (114.6)               | 42.4 (108.3)               | 38.8 (101.8)               | 35.5 (95.9)                | 34.4 (93.9)                | 36.8 (98.2)                | 42.2 (108.0)               | 46.9 (116.4)               | 47.4 (117.3)               | 47.9 (118.2)               | 49.0 (120.2)               |
| متوسط درجة الحرارة الكبرى °م (°ف) | 36.4 (97.5)                | 36.2 (97.2)                | 36.7 (98.1)                | 35.2 (95.4)                | 30.6 (87.1)                | 27.6 (81.7)                | 27.1 (80.8)                | 29.2 (84.6)                | 32.3 (90.1)                | 34.8 (94.6)                | 36.2 (97.2)                | 36.6 (97.9)                | 33.2 (91.8)                |
| متوسط درجة الحرارة الصغرى °م (°ف) | 25.6 (78.1)                | 25.5 (77.9)                | 24.5 (76.1)                | 21.4 (70.5)                | 17.2 (63.0)                | 14.1 (57.4)                | 12.3 (54.1)                | 13.1 (55.6)                | 15.4 (59.7)                | 18.4 (65.1)                | 21.3 (70.3)                | 24.0 (75.2)                | 19.4 (66.9)                |
| أدنى درجة حرارة °م (°ف)           | 18.1 (64.6)                | 16.3 (61.3)                | 15.8 (60.4)                | 12.2 (54.0)                | 7.0 (44.6)                 | 4.7 (40.5)                 | 3.2 (37.8)                 | 3.7 (38.7)                 | 7.7 (45.9)                 | 11.1 (52.0)                | 12.4 (54.3)                | 16.6 (61.9)                | 3.2 (37.8)                 |
| معدل هطول الأمطار مم (إنش)        | 62.2 (2.45)                | 94.8 (3.73)                | 50.1 (1.97)                | 22.4 (0.88)                | 27.0 (1.06)                | 20.7 (0.81)                | 11.1 (0.44)                | 4.9 (0.19)                 | 1.3 (0.05)                 | 0.9 (0.04)                 | 2.7 (0.11)                 | 17.9 (0.70)                | 314.4 (12.38)              |
| المصدر: Bureau of Meteorology     |                            |                            |                            |                            |                            |                            |                            |                            |                            |                            |                            |                            |                            |